# ヴォイチェフ・ムウィナルスキ
ヴォイチェフ・ムウィナルスキ（ポーランド語: Wojciech Młynarski、1941年3月26日 - 2017年3月15日）は、ポーランドのシンガーソングライター。そのほか詩人や翻訳者、演出家としても活躍した。

## 生涯
1941年3月26日、ワルシャワで生まれる。父親は1943年に亡くなり、ヴォイチェフと母親はワルシャワ近くの家に移り住み、そこで青春期までを過ごした。隣人の中にはのちに女優として活躍したマヤ・コモロフスカもいた。
1957年、ムウィナルスキはワルシャワ大学ポーランド学部で勉強を始めた。1960年代に入ると、キャバレーや劇場で歌を披露するようになる。
1964年から1966年まではポーランド・テレビのエンターテインメント部門に勤務し、自身の楽曲をテレビで披露する機会に恵まれた。
1960年代後半には、彼の歌はポーランドのテレビでヒットを飛ばすようになった。また、ジャック・ブレルをはじめ、ジョルジュ・ブラッサンス、ジルベール・ベコー、ヴラジーミル・ヴィソツキーなど、フランス語やロシア語で書かれた楽曲を翻訳し歌ったことでも人気を博した。
1970年代に入ると、オペラの台本も手掛け始める。また、「キャバレー」、「シカゴ」、「ジーザス・クライスト・スーパースター」など、海外のミュージカル作品をポーランド語に翻訳した。
キャリアをスタートさせた当初から、ポーランド人民共和国の検閲に悩まされていたムウィナルスキは、1976年初頭、ポーランド人民共和国憲法の改正に抗議する知識人たちによる演説「Memoriał 101」計画に参加。これによってムウィナルスキの名は当局のブラックリストに載せられ、公演を禁止される。1年半後に復帰を許された。
1980年代になるとポーランド政府は反政府運動を潰す為に戒厳令を導入。戒厳下でのテレビ出演を俳優たちがボイコットしないよう、上からの圧力をかけられたムウィナルスキは、ポーランド舞台芸術家協会の芸術評議会を脱退。1986年、これを理由にワルシャワ市長ミェチスワフ・デンビツキにより再び公演や出版活動を禁じられた。
検閲の問題にもかかわらず、1987年には生涯の功績に対して文化芸術大臣賞が授与された。
2017年3月15日に死去。同月、フランスの芸術文化勲章を授与された。

## 私生活
最初の妻は1964年、女優のアドリアナ・ゴドレフスカ。二人の間に生まれた娘のアガタは女優やテレビ司会者として、ポーリナはジャーナリストとして活躍しており、息子のヤンはミュージシャンとして活躍している。
アドリアナと離婚後、別の女性と結婚（2008年に離婚）した。
生前、彼は双極性障害に苦しんでいた。

## 主な褒章・受賞
- 十字章(1981年)[13]
- ポーランド復興十字勲章将校十字 (2000年[13][14]) – 学生運動における顕著な功績、ポーランド学生協会50周年の際の専門的および社会的活動の功績[13]。
- 文化功労章グロリア・アルティス・メダル – 2007年12月14日に受章。[15]
- 第45回オポーレ歌謡祭グランプリ (2008年)[16]
- フレデリック音楽賞 (2011年)[17]
- ポーランド復興勲章司令官十字 (2011年8月)[18]
- 芸術文化勲章 (2017年3月)[9]

## ディスコグラフィ
- 1967年 – Wojciech Młynarski śpiewa swoje piosenki
- 1968年 – Dziewczyny bądźcie dla nas dobre na wiosnę
- 1970年 – Obiad rodzinny
- 1971年 – Recital '71
- 1980年 – Szajba
- 1986年 – Młynarski w Ateneum (CD版は一部楽曲が未収)
- 1989年 – Jeszcze w zielone gramy
- 1989年 – Młynarski w Paryżu
- 1995年 – Piosenki... ballady...
- 1995年 – Róbmy swoje 95'
- 2000年 – Złota kolekcja: Absolutnie
- 2001年 – Prawie całość
- 2002年 – Niedziela na Głównym: Gala 2001
- 2003年 – Zamknięty rozdział
- 2004年 – Młynarski i Sent. Jesteśmy na wczasach ... na żywo 2001
- 2005年 – Czterdziecha
- 2006年 – Od piosenki do piosenki. Gwiazdozbiór muzyki rozrywkowej
- 2008年 – Pogadaj ze mną
- 2014年 – Tutaj mieszkam